# シモン・ピージンガー
シモン・ピージンガー（Simon Piesinger、1991年3月31日 - ）は、オーストリア・オーバーエスターライヒ州・リンツ出身のサッカー選手。ポジションは、ミッドフィールダー、センターバック。ヴォルフスベルガーACに所属。

## 経歴
14歳でオーストリア・ブンデスリーガに属するLASKリンツの育成アカデミーに入団。弱冠18歳でレギオナルリーガ（3部）に属するセカンドチームでプレーした。
2011年夏からは同じくエアステリーガ（2部）に属するFCブラウヴァイス・リンツ、2012年夏からはオーストリア・ブンデスリーガ（1部）に属するFCヴァッカー・インスブルックで頭角を現し、2014年7月に同リーグに属するSKシュトゥルム・グラーツに移籍した。
SKシュトゥルム・グラーツでも主力に定着し、同クラブでの初シーズンとなった2014-15年シーズンではボランチという守備的な中盤選手でありながらもセットプレーでの空中戦の強さなども発揮し、32試合のリーグ戦で9得点3アシストを記録した。
UEFAヨーロッパリーグでもロシア・プレミアリーグに属するFCルビン・カザン等を相手に空中戦の強さを発揮し、コーナーキックからのヘディングで得点を挙げた。
2017年7月に同じくオーストリア・ブンデスリーガに属するSCRアルタッハに移籍した。
2018-19年シーズンまではボランチのみならずチーム事情によってセンターバックとして試合に出場することがあったが、2019-20年シーズンにラナースFCへ移籍してからは不動のセンターバックとしてプレーしている。
2022年6月3日、ヴォルフスベルガーACに3年契約で移籍した。

## 代表歴
U21までの各カテゴリーではフロリアン・カインツ（ヴェルダー・ブレーメン）、ミヒャエル・グレゴリッチュ（FCアウクスブルク）、マルセル・ザビッツァー（RBライプツィヒ）、マルティン・ヒンターエッガー（FCアウクスブルク）らと共にオーストリアのアンダー代表に招集されていたが、A代表には招集されていない。